# Mầm (toán học)
Trong toán học, thuật ngữ mầm của một đối tượng trong/trên không gian tô pô là lớp tương đương của đối tượng đó và các đối tượng khác cùng loại và chúng đều có chung các tính chất địa phương. Cụ thể hơn, các đối tượng được xét tới chủ yếu là hàm (hay ánh xạ) và tập con. Thực tế khi xét các ví dụ, các hàm hay tập con đang được xét sẽ có các tính chất như giải tích hoặc trơn, nhưng trong tổng quát thì không yêu cầu thêm tính chất khác (các hàm số không nhất thiết phải liên tục chẳng hạn); Song đối tượng phải được định nghĩa trong hoặc trên một không gian tô pô nào đó, để tính địa phương có nghĩa.

## Tên
Từ mầm được lấy theo mầm ngũ cốc , bởi giống như mầm ngũ cốc trong thực tế, mầm là "trái tim" của hàm số, tương tự như với hạt thóc.

## Định nghĩa

### Định nghĩa cơ bản
Cho điểm x trong không gian tô pô X, và hai ánh xạ {\displaystyle f,g:X\to Y} (trong đó Y là tập hợp tùy ý), thì {\displaystyle f} và {\displaystyle g} định nghĩa cùng một mầm tại x nếu có lân cận U của x sao cho, khi nằm trong U, f và g bằng nhau; nghĩa là {\displaystyle f(u)=g(u)} với mọi u thuộc U.
Tương tự, nếu S và T là bất kỳ tập con của X, thì chúng định nghĩa cùng một mầm tại x nếu tồn tại lân cận U của x sao cho
{\displaystyle S\cap U=T\cap U.}
Dễ thấy rằng quan hệ định nghĩa cùng một mầm tại x là quan hệ tương đương (bất kể đối tượng đang xét là ánh xạ hay tập hợp), và các lớp tương đương được gọi là mầm (mầm ánh xạ, mầm hàm, hoặc mầm tập hợp tương ứng với đối tượng đang xét). Quan hệ tương đương thường được viết là
{\displaystyle f\sim _{x}g\quad {\text{hay}}\quad S\sim _{x}T.}
Cho ánh xạ f trên X, mầm của nó tại x thường được ký hiệu [f ]x. Tương tự, mầm tại x thuộc tập S được viết [S]x. Do đó,
{\displaystyle [f]_{x}=\{g:X\to Y\mid g\sim _{x}f\}.}
Mầm ánh xạ tại x thuộc X ánh xạ điểm x thuộc X sang điểm y thuộc Y được ký hiệu như sau:
{\displaystyle f:(X,x)\to (Y,y).}
Khi sử dụng ký hiệu này, f thường được coi là đại diện cho toàn bộ lớp tương đương của ánh xạ, và ta sử dụng chung ký hiệu f để đại diện cho bất cứ ánh xạ nào khác cùng lớp tương đương.
Lưu ý rằng hai tập hợp tương đương mầm tại x khi và chỉ khi hàm đặc trưng của chúng tương đương mầm tại x:
{\displaystyle S\sim _{x}T\Longleftrightarrow \mathbf {1} _{S}\sim _{x}\mathbf {1} _{T}.}

### Tổng quát hơn
Các ánh xạ không nhất thiết phải được xác định trên mọi điểm thuộc X, và cụ thể chúng không cần phải có chung một miền. Tuy nhiên, nếu f có miền S và g có miền T, cả hai miền là tập con của X, thì f và g tương đương mầm tại x thuộc X nếu S và T tương đương mầm tại x trước, chẳng hạn {\displaystyle S\cap U=T\cap U\neq \emptyset ,} và {\displaystyle f|_{S\cap V}=g|_{T\cap V}}, với một số lận cận nhỏ hơn V cùng với {\displaystyle x\in V\subseteq U}. Định nghĩa càng phải được để ý hơn khi liên quan tới hai ý sau: 
1. f được định nghĩa trên đa tạp con V của X, và
2. f có cực tại x, do đó không được định nghĩa tại x, lấy ví dụ như hàm hữu tỉ.

### Tính chất cơ bản
Nếu f và g tương đương mầm tại x, thì chúng đều có chung các tính chất địa phương, như tính liên tục, tính khả vi, ..., nên thường nói đển mầm khả vi hay mầm giải tích. Tương tự với tập con: nếu một đại diện trong lớp là tập giải tích thì các tập khác trong lớp cũng là tập giải tích, ít nhất là nằm trong một số lân cận của x.
Cấu trúc đại số của các đối tượng đích Y kế thừa từ tập các mầm có giá trị trong Y.  Lấy ví dụ, nếu tập các đối tượng đích Y tạo thành một nhóm, thì ta có thể nhân các mầm với nhau bằng cách định nghĩa [f]x[g]x: đầu tiên lấy đại diện f và g, định nghĩa trên các lân cận U và V tương ứng, và định nghĩa [f]x[g]x là mầm tại x của ánh xạ tích từng điểm fg (định nghĩa trên {\displaystyle U\cap V}).  Cũng cùng cách đó, nếu Y là nhóm giao hoán, không gian vectơ, hay vành, thì tập các mầm cũng sẽ có cấu trúc tương tự.
Tập các mầm tại x của các ánh xạ từ X đến Y không có tô pô hữu dụng, ngoại trừ trường hợp rời rạc. Do đó ta thường không nói đến tính hội tụ của dãy các mầm. Tuy nhiên, nếu X và Y là các đa tạp, thì các không gian của các dòng {\displaystyle J_{x}^{k}(X,Y)} (chuỗi Taylor bậc hữu hạn tại x của mầm hàm) có tô pô bởi chúng có thể đồng nhất với các không gian vectơ hữu hạn chiề

## Quan hệ với các bó
Ý tưởng của mầm lấy từ đằng sau định nghĩa của bó và tiền bó. Một tiền bó {\displaystyle {\mathcal {F}}} của nhóm Abel trên không gian tô pô X gán nhóm Abel {\displaystyle {\mathcal {F}}(U)} cho mỗi tập con mở U trong X. Các ví dụ cụ thể như: các hàm thực trên U, các dạng vi phân trên U, các không gian vectơ trên U, các hàm chỉnh hình trên U (khi X là không gian phức), các hàm hằng trên U và các toán tử vi phân trên U.
Nếu {\displaystyle V\subseteq U} thì tồn tại ánh xạ giới hạn {\displaystyle \mathrm {res} _{VU}:{\mathcal {F}}(U)\to {\mathcal {F}}(V),} thỏa mãn một số điều kiện tương thích. Cho x cố định, các phần tử {\displaystyle f\in {\mathcal {F}}(U)} và {\displaystyle g\in {\mathcal {F}}(V)} tương đương với nhau tại x nếu tồn tại lân cận {\displaystyle W\subseteq U\cap V} của x cùng với resWU(f) = resWV(g) (cả hai đều là phần tử của {\displaystyle {\mathcal {F}}(W)}). Các lớp tương đương tạo thành Thớ {\displaystyle {\mathcal {F}}_{x}} tại x của tiền bó {\displaystyle {\mathcal {F}}}. Quan hệ tương đương là trừu tượng của định nghĩa tương đương mầm ở trên.
Xét các mầm qua các bó cũng đưa ra giải thích cho cấu trúc đại số trên tập các mầm. Lý do là bởi phân thớ của bó bảo toàn giới hạn hữu hạn. Từ đây sẽ suy ra nếu T là lý thuyết Lawvere và bó F là T-đại số, thì bất kỳ Fx cũng là T-đại số.

## Các ví dụ
Nếu {\displaystyle X} và {\displaystyle Y} có thêm một số cấu trúc khác, ta có thể định nghĩa một số tập con của tập các ánh xạ từ X đến Y hay tổng quát hơn là tiền bó con của tiền bó cho trước {\displaystyle {\mathcal {F}}} và các mầm tương ứng: các ví dụ nổi bật bao gồm.
- Nếu {\displaystyle X,Y} đều là không gian tô pô, tập con

{\displaystyle C^{0}(X,Y)\subseteq {\mbox{Hom}}(X,Y)}
của các hàm liên tục định nghĩa mầm của các hàm liên tục.
- Nếu cả {\displaystyle X} và {\displaystyle Y} đều có cấu trúc khả vi, tập con

{\displaystyle C^{k}(X,Y)\subseteq {\mbox{Hom}}(X,Y)}
của hàm liên tục và khả vi {\displaystyle k} cấp, tập con
{\displaystyle C^{\infty }(X,Y)=\bigcap \nolimits _{k}C^{k}(X,Y)\subseteq {\mbox{Hom}}(X,Y)}
của các hàm trơn và tập con
{\displaystyle C^{\omega }(X,Y)\subseteq {\mbox{Hom}}(X,Y)}
của hàm giải tích đều có thể được định nghĩa ({\displaystyle \omega } ở đây Số thứ tự cho vô cực; tương tự với {\displaystyle C^{k}} và {\displaystyle C^{\infty }}), và các không gian của mầm của hàm khả vi hữu hạn, hoặc trơn, hoặc giải tích đều có thể dựng được.

## Các ứng dụng
Một trong những ứng dụng quan trọng của mầm là tính địa phương: tất cả Tính chất địa phương của hàm số tại một điểm đều có thể nghiên cứu qua mầm của nó. Mầm là dạng tổng quát cho chuỗi Taylor, và quả thật bởi vì các chuỗi Taylor của mầm (của hàm khả vi) định nghĩa từ đạo hàm tại lân cận của điểm nào đó: Tức là ta chỉ cần thông tin địa phương để tính đạo hàm.